# Селянознавство
Селянознавство ( англ. peasant studies,  рос. крестьяноведение) — наукова дисципліна на стику  соціології,  економіки, антропології, історії та інших гуманітарних наук, що вивчає селян, сільський устрій життя і моделі аграрного розвитку. Підґрунтям методології селянознавства є уявлення про селянство не тільки як про соціальний прошарок, але як про особливий тип господарювання («моральна економіка»), способ життя та світосприйняття.

## Виникнення і розвиток напрямку
Напрямок «селянознавства» сформувався в 1960-і рр. завдяки працям Роберта Редфілда, Еріка Вольфа, Фей Сяотунь, Теодора Шаніна, Джеймса С. Скотта, Генрі Бернстайна та ін. Об'єктом їх вивчення були традиційні сільські спільноти країн  Азії,  Африки та  Південної Америки, а також історія російського селянства, селянських рухів і аграрних перетворень в різних країнах. Великий вплив на формування цього напрямку зробили ідеї Карла Маркса та О. В. Чаянова.
З 1973 року виходить англомовний журнал «The Journal of Peasant Studies», що є в даний час одним з провідних наукових видань з соціології та антропології. Під редакцією Т. Шаніна англійською та російською мовами була видана хрестоматія про селян і фермерів, що містить найважливіші фрагменти класичних селянознавських досліджень.
У російській мові термін селянознавство з'явився як калька «peasant studies» в 1977 році в перекладі А. В. Гордона (ІНІСН РАН):
- «Це був 1977 рік, збірник до статті» Селянство і селянські руху Сходу в західному крестьяноведеніі"[1]

## Селянознавство на пострадянському просторі
У Росії традиція емпіричних досліджень селянства в парадигмі, близькою сучасному крестьяноведенію, формувалася в останній третині XIX ст. — 1920-ті рр. (Земська статистика, роботи економістів «організаційно-виробничої школи»), але була перервана  колективізацією та  сталінськими репресіями.
Інституціоналізація крестьяноведческіх досліджень в  Росії відбулася на початку 1990-х рр., Коли при Московської вищій школі соціальних і економічних наук був створений Центр селянознавства і аграрних реформ (співдиректор в 1994—2004 рр. Т. Шанін і В. П. Данілов; в 2005—2010 рр. директор О. М. Нікулін). Центр створювався на основі історико-соціологічних проектів «Вивчення соціальної структури російського села» і «Селянська революція в Росії: 1902—1922», проведених в 1990—1994 рр.
Також у 1990-і рр. у регіональних наукових центрах у Поволжі, Уралі та Сибіру, проводилися дослідження з історії місцевих селян, публікації яких залишалися в рамках регіонального краєзнавчого дискурсу. Наприклад роботи тюменського історика Н. С. Половінкіна.
Надалі під егідою центру було здійснено ряд нових дослідницьких та видавничих проектів, діяв теоретичний семінар «Сучасні концепції аграрного розвитку». В  2011 році Центр селянознавства перетворений в Центр аграрних досліджень Інституту прикладних економічних досліджень  РАНГіДС.
Центром видавалися вчені записки (щорічник) «Крестьяноведение. Теория. Істория. Современность», в 1996—2015 рр. вийшло 10 томів. З  2016 р. видається  журнал «Крестьяноведение».